# Felsőverba
Felsőverba (horvátul: Gornja Vrba) falu és község Horvátországban, Bród-Szávamente megyében. A községhez Gornja Vrbán kívül csak Alsóverba (Donja Vrba) tartozik.

## Fekvése
Bród központjától 4 km-re keletre, Szlavónia középső részén, a Szávamenti-síkságon, a Zágráb-Vinkovci (-Belgrád) vasútvonal és a Száva között fekszik. Ma a gyakorlatban Bród agglomerációjához tartozik.

## Története
A régészeti leletek tanúsága szerint a község területe már az őskor óta folyamatosan lakott volt. Területén számos lelőhely található az újkőkorszaktól fogva egészen a középkorig. Az első települések az újkőkorszak végén, a kőrézkorban alakultak itt ki. Ilyen település maradványa található Alsóverbától északnyugatra a Zágráb-Lipovac autópálya északi és déli oldalán a „Bukovi” nevű lelőhelyen, ahol a terep teraszosan lejt északról déli irányban. Az itt talált cseréptöredékek alapján ez a település a rézkortól a bronzkorig volt lakott. Felette egy kis középkori falu leleteit is megtalálták. Ugyancsak ebben az időszakban volt lakott a „Vrbsko polje” lelőhely, mely Alsóverbától nyugatra és Felsőverbától északra feküdt az autópálya közelében egy észak-déli irányú, hosszan elnyúló dombháton. Itt a cseréptöredékek mellett kisebb kőszerszámok (mikrolitok) is előkerültek. Ennek helyére is települt később egy kisebb középkori falu. Történelem előtti és középkori lelőhely található Alsóverbától északra az autópálya mellett. Ez a két, nagyméretű erődített településből álló lelőhelykomplexum az újkőkortól a középkorig lakott volt. Legrégibb leletei a Sopot-Bicske kultúra idejéig nyúlnak vissza és a késő vaskorig volt jelentős település. A középkori leletek már egy kisebb településhez tartoznak. Felsőverbától északra az autópálya déli oldalán egy kelet-nyugati irányú, enyhén lejtő, mintegy 200 méter hosszúságú dombháton, a szántóföldön későbronzkori hamvasztásos temető maradványait találták közelében középkori falu nyomaival. Nagyméretű középkori település maradványai kerültek elő a „Savsko polje” lelőhelyen, a Szávától mintegy 100 méterre északra, a ruščicai INA-termináltól 400 méterre északnyugatra. A leletek, főként cseréptöredékek egy 300-szor 400 méteres területen találhatók. A lelőhely délkeleti oldalán a középkori leletek mellett kevés őskori leletet is találtak.
A középkorban ez a terület a tomicai uradalomhoz és vele együtt Névna várához tartozott.
A település 1422-ben „Barbasfalua, Verbafalwa, Werbafalwa” formában tűnik fel. 1446-ban „Werba”, 1467-ban „Warba” alakban említik. Nevét a fűzfa szláv nevéből (vrb) kapta, mely a község címerében is látható. Az uradalom névnai Treutel család után 1422-ben a lévai Cseh család birtoka lett. 1450-ben és 1453-ban Kórógyi János macsói bán zálogbirtoka lett, aki 1454-ben megvásárolta. Kórógyi János fia Gáspár a grabarjai Beriszló családnak adta zálogba. A Kórógyi család kihaltával Mátyás király Névna várával együtt 1472-ben monoszlói Csupor Miklósnak, majd az ő halálával 1474-ben Gábor kalocsai érseknek és testvérének Matucsinai Zsigmondnak adományozta. A török 1536-ban szállta meg. Lakossága jobbágyként átvészelte a török uralmat, majd a felszabadítás után határőr szolgálatot vállalt, mellette pedig mezőgazdasággal, erdőgazdálkodással foglalkozott. 

1698-ban „Verbova” néven, hajdútelepülésként 11 portával szerepel a török uralom alól felszabadított szlavóniai települések kamarai összeírásában. Az egyházi vizitáció iratai 1730-ban Felsőverbát még nem említik. Verbának, a mai Alsóverbának ekkor 15 háza és egy fakápolnája volt, mely a bródi plébániához tartozott. Felsőverba feltehetően csak 1737 után keletkezett, amikor Boszniából katolikus sokácok vándoroltak be ide. Először az 1746-os vizitációban említik 17 házzal és 90 lakossal. 1758-ban már állt Szent Miklós tiszteletére szentelt fakápolnája. Lakói a brekinjai Szent Lőrinc kápolna mellé temetkeztek. 1760-ban 20 katolikus házában, 24 családban, 120 lakosa volt.
Az első katonai felmérés térképén „Gornia Verba” néven található. Lipszky János 1808-ban Budán kiadott repertóriumában „Verba (Gornja)” néven szerepel. Nagy Lajos 1829-ben kiadott művében „Verba (Gorna)” néven 50 házzal, 256 katolikus vallású lakossal találjuk. A katonai közigazgatás megszüntetése után 1871-ben Pozsega vármegyéhez csatolták. A település fejlődésére serkentőleg hatott a közeli Bród fejlődése és a Zágráb-Vinkovci vasútvonal megépültése.
A településnek 1857-ben 279, 1910-ben 312 lakosa volt. Pozsega vármegye Bródi járásának része volt. Az 1910-es népszámlálás adatai szerint lakosságának 96%-a horvát anyanyelvű volt. Az első világháború után 1918-ban az új szerb-horvát-szlovén állam, majd később (1929-ben) Jugoszlávia része lett. Ebben az időszakban az itteni parasztok a szerb elnyomás ellen tiltakozó Stjepan Radić hívei lettek, akinek pártja a HSS az itteniek összes szavazatát megkapta. 1935. február 20-án a szerb csendőrök az előző napi szibini szerb terror ellen tiltakozó hat felsőverbai és ruščicai lakost gyilkoltak meg. Őket ezért verbai áldozatoknak nevezik. 1938-ban a bródi temetőben emlékművet állítottak tiszteletükre. Az 1990-es évek elején pedig a Felsőverbán áthaladó és Bród városát a szomszédos Ruščicével összekötő főutcát Verbai áldozatok utcának (ulica Vrbskih žrtava) nevezték el. 1991-től a független Horvátországhoz tartozik. 1991-ben lakosságának 95%-a horvát nemzetiségű volt. 2011-ben a településnek 1913, a községnek összesen 2512 lakosa volt.

## Lakossága
| Lakosság változása | Lakosság változása | Lakosság változása | Lakosság változása | Lakosság változása | Lakosság változása | Lakosság változása | Lakosság változása | Lakosság változása | Lakosság változása | Lakosság változása | Lakosság változása | Lakosság változása | Lakosság változása | Lakosság változása | Lakosság változása |
| ------------------ | ------------------ | ------------------ | ------------------ | ------------------ | ------------------ | ------------------ | ------------------ | ------------------ | ------------------ | ------------------ | ------------------ | ------------------ | ------------------ | ------------------ | ------------------ |
| 1857               | 1869               | 1880               | 1890               | 1900               | 1910               | 1921               | 1931               | 1948               | 1953               | 1961               | 1971               | 1981               | 1991               | 2001               | 2011               |
| 279                | 0                  | 0                  | 314                | 333                | 312                | 312                | 369                | 448                | 551                | 789                | 997                | 1.149              | 1.264              | 1.814              | 1.913              |

(1869-ben és 1880-ban lakosságát Alsóverbához számították.)

## Gazdaság
A községben túlnyomórészt családi gazdaságok találhatók, a lakosság többsége azonban a közeli Bród városában dolgozik. A község rendezési terve alapján létrehozták Felsőverba északi gazdasági övezetét, mely egyike a megyében található 12 gazdasági övezetnek. Ez a vállalkozói övezet teljes mértékben rendelkezik a szükséges infrastruktúrával. Számos üzlet és bevásárló központ is található itt. A legnagyobb cégek: Boxmark-Leather, WET Ćirić, Mercedes Benz és Auto Zubak autókereskedések, Naš dom, MD profil i Fis, Projektgradnja, Kamengradnja, Kamen Plehan, Asfalti, Cestar te betonare Krešimir és a TBG beton. A község közigazgatási területén belül található a Velpro bevásárlóközpont is. Mivel nagyvállalatok települtek a községbe az utóbbi években jelentősen megnőtt az önkormányzati költségvetés a közüzemi bevételekből és az önkormányzati adókból. Az önkormányzati és üzleti infrastruktúrába történő teljes beruházás meghaladja az 50 millió kunát.

## Nevezetességei
Szent Miklós tiszteletére szentelt római katolikus temploma a Ruščicai Kisboldogasszony plébánia filiája.

## Kultúra
A KUD Vrba kulturális és művészeti egyesületet 2010 szeptemberében alapították azzal a céllal, hogy ápolja és őrizze meg Verba és a Szávamente népdalait, néptáncait, elevenítse a régi népszokásokat. Az egyesületnek ma mintegy harminc tagja van, akik 13 és 60 év közöttiek. Eddigi történetük során számos fellépésük volt. Közülük kiemelendő a diakovári Đakovački vezovi, az alsómiholjáci Miholjačko selo, a Žepče és a Brodsko kolo fesztiválokon történt fellépésük, valamint a környéken fekvő kisebb településeken megtartott előadásaik.

## Oktatás
A helyi iskola a „Vladimir Nazor” elemi iskola alsó tagozatos területi iskolája.

## Sport
- Az NK Omladinac Gornja Vrba labdarúgóklubot 1954-ben alapították a futballszurkolók egy csoportjának kezdeményezésére. Az NK Omladinac sok éven át a sport és a sportkultúra fejlődésének központja volt Felsőverbán. Az évek során hullámvölgyek is voltak a klub munkájában, amelyet ezek ellenére sikerült fenntartani és továbbra is elérni elsődleges céljukat, az amatőr sport- és ifjúsági munka fejlesztését a község tágabb területén. Az NK Omladinac ma is nagyszámú játékosal rendelkezik.
- A Škorpion taekwondo egyesületet 2014-ben alapították.
- Az ŠRU Bistro Gornja Vrba sporthorgász egyesületet 1998-ban alapították. Ma mintegy száz tagot számlál.